# Consilium zur Ausführung der Liturgiekonstitution
Das Consilium zur Ausführung der Liturgiekonstitution (lateinisch Consilium ad exsequendam Constitutionem de Sacra Liturgia „Rat zur Durchführung der Konstitution über die heilige Liturgie“), gewöhnlich als Consilium bezeichnet, war ein Gremium in der römisch-katholischen Kirche, das Papst Paul VI. 1964 einsetzte, um die Konstitution über die heilige Liturgie Sacrosanctum concilium umzusetzen, die das Zweite Vatikanische Konzil als erstes Dokument überhaupt am 4. Dezember 1963 beschlossen hatte, und die liturgischen Bücher nach den Grundsätzen und Leitlinien der Konzilsbeschlüsse zu erneuern. Es bestand bis 1970 und ging dann in der neu strukturierten vatikanischen Kongregation für den Gottesdienst auf.

## Zeitlicher Ablauf

### Anfänge und Zusammensetzung (1963/64)
Noch während der Beratungen des Konzils über die Liturgiekonstitution betraute Papst Paul VI. im Herbst 1963 den Erzbischof von Bologna, Kardinal Giacomo Lercaro, mit Vorüberlegungen für eine nachkonziliare Kommission und Sondierungen, welche Fachleute hinzugezogen werden sollten; dieser bezog den Liturgiewissenschaftler Annibale Bugnini in die Überlegungen ein, der seit dem 11. Juli 1960 Sekretär der Liturgischen Vorbereitungskommission des Konzils war und dann auch Sekretär des Consiliums wurde. Nachdem das Konzil die Konstitution Sacrosanctum Concilium am 4. Dezember 1963 verabschiedet hatte, setzte der Papst das Gremium mit seinem Motu proprio Sacram liturgiam vom 25. Januar 1964 ein; er verwendete in dem Text nicht die Bezeichnung Consilium „Rat“, sondern gründete eine „besondere Vereinigung“ (peculiarem condimus Commissionem). Eine erste Mitgliederliste wurde am 28. Januar im Osservatore Romano veröffentlicht.
In einer Nachricht an den Papst hatte Kardinalstaatssekretär Giovanni Cicognani am 13. Januar 1964 die vorbereitenden Sondierungsgespräche zusammengefasst und um die Errichtung eines Consilium ad exsequendam Constitutionem de sacra Liturgia gebeten; als Verantwortliche benannte er die Kardinäle Giacomo Lercaro und Paolo Giobbe sowie den Präfekten der Ritenkongregation, Kardinal Arcadio María Larraona, als Sekretär Annibale Bugnini; Kardinal Cicognani hatte dies gegenüber Bugnini bereits am 3. Januar 1964 mündlich angekündigt.
Die Gruppe der ersternannten Mitglieder traf sich daraufhin bereits am 15. Januar 1964 zu einer „konstituierenden Versammlung“ und dann noch einmal am 15. Februar. Lercaro und Bugnini erstellten eine Liste von Periti oder Konsultoren, die Anfang März 1964 vom Papst gutgeheißen und am 5. März im L’Osservatore Romano veröffentlicht wurde. Die erste Vollversammlung des Consiliums, die die „konstituierende Versammlung“ ablöste, trat am 11. März 1964 zusammen; hierbei wurde bereits eine erste Studiengruppe eingerichtet, die sich der Revision des Psalteriums widmen sollte, da man hierfür einen ausreichenden Zeitrahmen schaffen wollte. Wie an der Römischen Kurie üblich, gab es anfangs neben der „Vollversammlung“ (im Sprachgebrauch der Kurie: „Plenarkongregation“) auch eine „Ordentliche Versammlung“ der in Rom, anwesenden Mitglieder; diese trat im Falle des Consiliums jedoch nur zweimal, am 20. März und 13. April 1964, zusammen. Die 13 Vollversammlungen fanden statt am 11. März, im April und im Juni 1964, von September bis November 1964 parallel zur dritten Sitzungsperiode des Konzils, im April 1965, von Oktober bis Dezember 1965 (vierte Sitzungsperiode des Konzils), im Oktober 1966, im April und im November 1967, im April und im Oktober 1968, im November 1969 und am 9./10. April 1970. Viermal gab es im Verlauf der Versammlung eine Papstaudienz.
Dem Consilium gehörten mit Stand von Juni 1964 42 Mitglieder an – Bischöfe, der Benediktinerabt Rembert Weakland und drei Priester –, hinzu kamen 142 internationale Fachleute als Konsultoren, 30 Berater und drei Mitarbeiter im Sekretariat. Die Zahl der Mitglieder erhöhte sich später auf 51, um Länder, Situationen und Probleme besser zu repräsentieren. Ein- oder zweimal im Jahr trat das ganze Consilium in Rom zu einer Vollversammlung zusammen. Ein siebenköpfiger Präsidentschaftsrat begleitete die Arbeit und traf dringende Entscheidungen. Papst Paul VI. verfolgte persönlich interessiert die Entwicklung und traf gelegentlich selber „zweckmäßige Anordnungen“, so Sekretär Annibale Bugnini.

### Kompetenzen und Bezeichnung
Das Consilium kam auf Wunsch des Papstes selbst zustande und war keiner der Kongregationen der Römischen Kurie direkt zugeordnet, sondern hatte den Charakter einer unabhängigen „Studiengruppe“ und unterstand unmittelbar dem Staatssekretariat; es konnte auf keine Rechtsvorschriften zurückgreifen und musste sich seine Struktur und Arbeitsweise selber erarbeiten. Der Versuch des Consiliums, 1966/67 ein Statut über seine Arbeitsweise vom Papst genehmigen zu lassen, wurde durch eine anonyme Eingabe an den Papst verhindert, der dieser sich anschloss; dem Consilium wurde unterstellt, es wolle ein „stabiles und bleibendes Gremium [...] mit fast unbeschränkter legislativer Gewalt“ und weitgehenden Vollmachten werden. Den Präsidenten ernannte der Papst direkt. Dies war zunächst Kardinal Giacomo Lercaro, am 9. Januar 1968 übernahm Kardinal Benno Gut OSB die Leitung. Die Bezeichnung Consilium wählten die Latinisten im Vatikan, da sie „klassischer“ sei als Commissio, der volle Titel Consilium ad exsequendam Constitutionem de sacra Liturgia geht auf den Sekretär des Konzils, Erzbischof Pericle Felici, zurück. Auf Anweisung von Kardinal Cicognani sollte der Sitz des Consiliums nicht in den Räumen der Ritenkongregation sein; es bezog daraufhin Räume im vierten Stock des Hospizes Santa Marta im Vatikan. Im Sekretariat dort waren neben Sekretär Bugnini zwei bis acht junge Liturgiewissenschaftler aus verschiedenen Ländern tätig, die hauptsächlichsten Sprachen waren Italienisch, Französisch, Englisch, Spanisch und Deutsch.
Papst Paul VI. setzte das Consilium ein, um die liturgischen Bücher des Lateinischen Ritus im Geist und nach den Normen des Konzils neu zu fassen und die Ritenkongregation bei der Durchführung der Konzilsbeschlüsse „hilfreich und klug zu unterstützen“, wie er 1967 in einer Ansprache sagte. Es hatte mit starken Widerständen von Kräften in der Römischen Kurie zu kämpfen, die jedwede Liturgiereform ablehnten. Die gesetzgeberischen Kompetenzen des Consiliums waren in der Kurie umstritten, und es kam zu verschiedenen Konflikten zwischen dem Consilium und Behörden der Kurie, namentlich der Ritenkongregation, die bestrebt war, ihre in Jahrhunderten erworbenen Besitzstände zu wahren. Das Consilium ging von einer Parallelität der Kompetenzen aus, die Ritenkongregation von einer untergeordneten, nur beratenden Funktion des Consiliums („audito Consilio“). In einem Brief an Kardinal Arcadio Larraona vom 7. Januar 1965 legte Staatssekretär Kardinal Amleto Cicognani fest, dass die Arbeit des Consiliums in drei Phasen ablaufen solle: die Phase der Erarbeitung der liturgischen Bücher und Überprüfung der Fragen sowie die Phase der Experimente lägen in der Kompetenz des Consiliums, die abschließende Promulgation sei Sache der Ritenkongregation.
Papst Paul VI. lobte die Arbeit des Consiliums stets, aber erklärte in einer Ansprache an die Mitglieder und Berater des Gremiums am 13. Oktober 1966, er werde vor der Autorisierung des neuen Ordo, des Missale und des überarbeiteten Calendarium Romanum Generale „die Bischöfe zuziehen müssen, ehe wir die wohlüberlegten Vorschläge mit unserer Autorität billigen“.

### Arbeitsweise
Das Consilium war ein gut ausgeglichenes Gremium und bildete rund 40 Studien- oder Arbeitsgruppen (Coetūs) von Fachleuten aus den Bereichen Dogmatik, Liturgiewissenschaft, Pastoral, Kirchengeschichte, Kirchenrecht, Kirchenmusik und anderen. Als „brüderliche und friedliche Geste“ nahmen als Beobachter an den Beratungen des Consiliums auch nicht-katholische Liturgiewissenschaftler anderer Konfessionen teil; dies waren die Anglikaner Ronald Jasper und Massey H. Shepherd, der Methodist A. Raymond George für den Weltkirchenrat, Friedrich-Wilhelm Künneth und Eugene L. Brand als Vertreter des Lutherischen Weltbundes und Max Thurian von der Kommunität von Taizé. Der Plan, einen Vertreter der Orthodoxen Kirchen einzuladen, blieb ergebnislos, so Annibale Bugnini. Das Consilium bemühte sich um engen Kontakt durch zum Teil regelmäßige Treffen mit den Vorsitzenden der Bischofskonferenzen, den Vorsitzenden und Sekretären der nationalen Liturgiekommissionen sowie den Schriftleitern liturgischer Zeitschriften. Es kommunizierte in Form von Rundbriefen und intern durch Notitiae. Ein Studienkrongress der Übersetzer der liturgischen Bücher fand mit 249 Teilnehmern vom 9. bis 13. November 1965 in Rom statt; wichtig war, dass muttersprachliche Texte sowohl modern waren als auch sakralen Charakter hatten und dass die liturgischen Texte in Gebieten der gleichen Sprachfamilie möglichst übereinstimmten.
Den offiziellen Dokumenten gingen Experimente voraus, die Papst Paul VI. von Anfang der Liturgiereform an ausdrücklich erlaubt hatte und guthieß. Das Consilium definierte für solche Experimente feste Grenzen hinsichtlich Zeit, Orten und Personen und band die nationalen Liturgiekommissionen mit ein. Ausgewählt als Orte für Experimente wurden geeignete Pfarrgemeinden (Stadt- wie Landgemeinden), Klöster und Abteien; allzu große Öffentlichkeit sollte vermieden werden, und die teilnehmenden Gläubigen wurden befragt. Das verhinderte nicht gewisse „Ungehörigkeiten und Maßlosigkeiten“; Annibale Bugnini nennt aus dem Bereich des Ordo Missae die freie Gestaltung von Texten, unpassende Musik, Predigten in Dialogform, Messfeiern in Wohnungen oder profanen Sälen, Verzicht auf Paramente, Verwendung von gewöhnlichem Brot für die Kommunion und „extravagante Zeremonien“. Einen pauschalen Vorwurf, dass die „genehmigten Experimente Verwirrung und Ducheinander“ gebracht hätten, weist Bugnini jedoch zurück. Das Consilium hatte sich wiederholt mit Diffamierungen und Falschmeldungen auseinanderzusetzen, Missbräuche wurden aufgebauscht und dem Consilium angekreidet. In der Vollversammlung im Oktober 1966 bat der Sekretär alle Beteiligten um Vorsicht bei der Weitergabe von Informationen über die Arbeit des Consiliums.

### Erste Änderungen
Im Verlauf der Arbeit des Consiliums wurden bereits einige Änderungen in der Liturgie in Kraft gesetzt, bevor es zu einer umfassenden Neuherausgabe der liturgischen Bücher kam. Dies geschah durch folgende lehramtliche Texte, die jeweils vom Präsidenten des Consiliums und dem Präfekten der Ritenkongregation gemeinsam unterzeichnet wurden:
- Mit der Instruktion Inter Oecumenici vom 26. September 1964 wurde vor allem die Landessprache in vielen Teilen der heiligen Messe, der Sakramentenliturgie und des Stundengebets eingeführt; auch wurden zahlreiche Riten in der Messfeier geändert und vereinfacht, das Allgemeine Gebet eingeführt und eine Homilie an Sonn- und Festtagen verbindlich gemacht. Ferner wurden Vorgaben für die Gestaltung von Kirchen und Altären gemacht, um die vom Konzil gewünschte tätige Teilnahme der Gläubigen zu verwirklichen. Die Vorschriften wurden im Ordo Missae. Ritus servandus in celebratione Missae. De defectibus in celebratione Missae occurentibus. Editio typica; Typis Polyglottis Vaticanis 1965, einer amtlichen Messordnung als Ersatz für das geltende Missale Romanum, veröffentlicht und traten am ersten Fastensonntag, dem 7. März 1965, in Kraft („1965er-Ritus“). Der Ritus servandus in concelebratione Missae et ritus communionis sub utraque specie wurde am Gründonnerstag, dem 15. April 1965 in Kraft gesetzt und regelte die Messfeier als Konzelebration im Sinne von SC 57f. und die Kelchkommunion; die Vorschriften und den Ritus dazu gab das Dekret Ecclesiae semper vom 7. März.
- Am 5. März 1967 wurde die Instruktion Musicam sacram über die Kirchenmusik veröffentlicht und zum 14. Mai 1967, dem Pfingstsonntag, in Kraft gesetzt. Sie regelte den Stellenwert der Musik bei der heiligen Messe, dem Stundengebet und der Sakramentenspendung und umschrieb neu die liturgischen Rollen der Musiker beim Gottesdienst sowie die Bedeutung muttersprachlicher Gesänge.
- Die Instruktion Eucharisticum mysterium vom 25. Mai 1967 (mit Geltung ab 15. August 1967, dem Fest der Aufnahme Mariens in den Himmel) behandelte weitere Einzelreformen bei der Feier der heiligen Messe und machte Aussagen über den Kommunionempfang, die Aufbewahrung des Allerheiligsten und die eucharistische Frömmigkeit.
- Am 4. Mai 1967 wurde die Instruktion Tres abhinc annos veröffentlicht, die die Instruktion Inter Oecumenici fortsetzte und weitere Änderungen zum 29. Juni 1967 in Kraft setzte, die von den Bischöfen vorgeschlagen worden waren. Vor allem ging es um die Auswahl bestimmter liturgischer Texte; seit 1965 war ein beträchtlicher Arbeitsaufwand mit der Überprüfung und Approbation volkssprachlicher – zum Teil vorläufiger – Texte entstanden. Den örtlichen Bischofskonferenzen war es ab jetzt freigestellt, auch für das Hochgebet der Messe und für Weihehandlungen die Muttersprache zuzulassen.[18]

### Übergang in eine Kommission der Gottesdienstkongregation (1969/70)
Mit der Apostolischen Konstitution Sacra rituum congregatio wurde am 8. Mai 1969 die Kongregation für den Gottesdienst (Gottesdienstkongregation, Sacra Congregatio pro cultu Divino) anstelle der Ritenkongregation neu gegründet. Der Bereich der Heiligsprechungsprozesse, der bis dahin zur Ritenkongregation gehörte, wurde in die Kongregation für die Selig- und Heiligsprechungsprozesse (Congregatio pro causis Sanctorum) ausgegliedert, und das Consilium wurde als Commissio specialis ad instaurendam liturgicam absolvendam (Kommission zur Ausführung der Liturgiereform) Teil der neuen Kongregation. Sekretär der neu umschriebenen Kongregation wurde der Sekretär des Consiliums, Annibale Bugnini, Kardinalpräfekt war bis zu seinem Tod am 8. Dezember 1970 Kardinal Benno Gut. Die Gottesdienstkongregation eröffnete ihren neuen Sitz im Palazzo delle Congregazioni (Piazza Pio X. Nr. 10 in Rom) im Rahmen der 13. und letzten Vollversammlung des Consiliums am 9. April 1970. Wesentliche Reformen der Liturgie, vor allem das Missale Romanum von 1969 und die neue Grundordnung des Kirchenjahres, wurden während des Bestandes des Consiliums als eigenständiger Rat abgeschlossen, andere Projekte wurden von der Kongregation für den Gottesdienst weiterverfolgt.
Auf der 12. Vollversammlung am 10. November 1969 schlug Annibale Bugnini vor, alle Dokumente der Liturgiereform zu sammeln und herauszugeben. Die Veröffentlichung besorgte Reiner Kaczynski, damals Angestellter der Gottesdienstkongregation. Der erste Band, der auch die Arbeit des Consiliums dokumentiert, umfasste die Zeit vom 4. Dezember 1963 bis zum 2. Dezember 1973 und erschien 1976 im Verlag Marietti in Turin unter dem Titel Enchiridion documentorum instaurationis liturgicae I (1963–1973). Composuit et indices auxit Reiner Kaczynski, a studiis S. Congregationis pro Cultu Divino. Er umfasst 1224 Seiten und hat ein umfangreiches Sachregister mit 934 Stichwörtern.

## Arbeitsplan und Arbeitsgruppen(Coetūs)desConsiliums
Die Erarbeitung der reformierten liturgischen Dokumente und Bücher folgte einem Arbeitsplan, den Sekretär Annibale Bugnini in der ersten Sitzung der „konstituierenden Versammlung“ vorgelegt hatte und an der auch die Struktur der Studiengruppen des Consiliums, Coetus genannt, orientiert war. Es gab zwei Abteilungen in den Arbeitsgruppen: Die Gruppen der ersten „erarbeitenden“ Abteilung hatten die redaktionelle Aufgabe, das inhaltliche Material zusammenzutragen und daraus einen Textentwurf zu formulieren. In der zweiten „überprüfenden“ Abteilung hatten wissenschaftliche Spezialisten, die die Vorarbeiten nicht kannten, die Texte auf Gradlinigkeit, innere Logik, terminologische Genauigkeit und Wirksamkeit für die Praxis zu untersuchen; sie überprüften auch, ob in verschiedenen Entwürfen mehrfach vorkommende Texte und Begriffe überall im gleichen Sinne gebraucht wurden. Erst nach diesem Revisionsverfahren wurden die Textentwürfe dem Consilium vorgelegt.
Die einzelnen Gruppen wurden geleitet von einem „Relator“ und trafen sich in Rom, aber während der Erarbeitungsphasen auch an anderen zweckmäßigen Orten. Sie bearbeiteten die folgenden inhaltlichen Aufgaben, wobei mit wenigen Ausnahmen die Nummer der einzelnen Coetūs der hier angegebenen Ordnungsnummer entsprach. Im Lauf der Arbeit wurden einige Bereiche auf zwei Gruppen aufgeteilt, hier durch lateinisch bis „zweitens“ gekennzeichnet.
| Erste Abteilung: Erarbeitungen - I. Kalender - 1: Revision des Kalenders - II. Brevier - 2: Revision des Psalteriums - 3: Verteilung der Psalmen - 4: Schriftlesungen im Stundengebet - 5: Väterlesungen - 6: Hagiographische Lesungen - 7: Hymnen - 8: Gesänge des Stundengebets; 8 bis: Preces in den Laudes und der Vesper - 9: Gesamtaufbau des Stundengebetes - III. Missale - 10: Der „Ordo Missae“ - 11: Schriftlesungen in der Messe - 12: „Das Allgemeine Gebet oder das Gebet der Gläubigen“ - 13: Votivmessen - 14: Gesänge in der Messe - 15: Generalstruktur der Messe - 16: Konzelebration und Kommunion unter beiden Gestalten - IV. Gemeinsame Elemente von Brevier und Messe - 17: Besondere Feierlichkeiten im Liturgischen Jahr - 18: Revision der einzelnen „Commune-Formulare“; 18 bis: Orationen und Präfationen - 19: Rubriken des Breviers und des Missale - V. Pontifikale - 20: Revision des 1. Buches; 20 bis: Jungfrauenweihe und Profess - 21: 2. und 3. Buch; 21 bis: Kirchweihe und Altarweihe | - VI. Rituale - 22: Sakramente - 23: Sakramentalien; 23 bis: Buße - VII. Martyrologium - 24: Revision des Martyrologiums - VIII. Gesangbücher - 25: Revision der Gesangbücher - IX. Zeremoniale der Bischöfe - 26. Revision des Zeremoniale der Bischöfe - X. Nicht-römische Riten - 27: Nutzbare Elemente aus anderen Riten - XI. Kodex des liturgischen Rechts - 28: Vorbereitung eines Kodex des liturgischen Rechts - Cappella Papale - 29: Riten der „cappella Papale“ Zweite Abteilung: Überprüfungsarbeiten - - 30: Überprüfung aus theologischer Sicht - 31: Überprüfung aus biblischer Sicht - 32: Überprüfung aus juristischer Sicht; 32 bis: Übersetzung der liturgischen Bücher - 33: Überprüfung aus historischer Sicht - 34: Überprüfung aus stilistischer Sicht - 35: Überprüfung aus musikalischer Sicht - 36: Überprüfung im Hinblick auf pastorale Prinzipien - 37: Überprüfung im Hinblick auf pastorale Anwendung - 38: Überprüfung im Hinblick auf Anpassung - 39: Überprüfung vom Standpunkt der Kunst |

## Bereiche der Reform

### Erneuerung der Messfeier
Sieben Coeutūs des Consiliums widmeten sich unmittelbar der Erneuerung der heiligen Messe. Dabei war die Arbeit des Arbeitsgruppe 10 zum Ordo Missae, des gesamten Ablaufs der Eucharistiefeier, unter Leitung von Johannes Wagner, des Direktors des Deutschen Liturgisches Instituts in Trier, von besonderer Bedeutung. Ihm gehörten zum Beginn der Arbeit neben Wagner an: Anton Hänggi (Sekretär), Mario Righetti, Theodor Schnitzler, Pierre Jounel, Cipriano Vagaggini, Adalbert Franquesa, Pierre-Marie Gy und Josef Andreas Jungmann, später kamen Luigi Agustoni, Joseph Gelineau, Cipriano Vagaggini und Louis Bouyer hinzu. Im Rahmen der vom Konzil gewollten „allgemeinen Erneuerung der Liturgie“ wurde der Ordo Missae, wie vom Konzil angeordnet (SC 50), gründlich überarbeitet und nach der „Norm der Väter“ erneuert, und zwar nicht „mit einem Schlag“, sondern in zwei Schritten, nämlich 1965 und 1969/70.
Am 27. Januar 1965, noch während des Konzils, veröffentlichten das Consilium und die Ritenkongregation gemeinsam als Ersatz für die bisherige Fassung im Missale Romanum von 1962 eine deutlich überarbeitete amtliche Messordnung: Ritus servandus in celebratione missae und Ordo missae. Die Neuordnung („1965er-Ritus“) löste die Feier von Eröffnung und Wortgottesdienst vom Altar, gestattete u. a. erstmals die Verwendung der Volkssprache, wovon bis 1967 das Hochgebet zunächst ausgenommen war, und stellte es den Priestern allgemein frei, die Eucharistie mit dem Gesicht zur Gemeinde (versus populum) zu feiern.
Als Experiment zelebrierte am 24. Oktober 1967 Consiliumssekretär Bugnini in der Sixtinischen Kapelle in italienischer Sprache mit den Teilnehmern der ersten Bischofssynode die heilige Messe in der neu erarbeiteten Form der missa normativa. Die Synodalen waren nicht recht darauf vorbereitet, und die Resonanz war eher zurückhaltend. Am 11., 12. und 13. Januar 1968 fanden drei weitere „experimentelle“ Messen verschiedenen Typs – jetzt im Beisein von Papst Paul VI. in der Cappella Matilde des Vatikanpalastes – statt, an der auf Wunsch des Papstes etwa 30 Personen aus verschiedenen sozialen Schichten teilnahmen, es schlossen sich Gespräche in der päpstlichen Privatbibliothek an. Die Beteiligten zeigten sich überzeugt, dass „der Ritus in seiner Substanz gut war“, Papst Paul VI. sprach von einem „historischen Augenblick“.
Das Schema des neuen Ordo missae wurde den Präfekten der vatikanischen Dikasterien zur Prüfung zugeleitet, und der Papst selbst begleitete den Entstehungsprozess bis zuletzt sehr detailliert und brachte einige Änderungswünsche ein; so geht die Eröffnung jeder Messfeier durch ein laut vom Zelebranten gesprochenes Kreuzzeichen, für das es keine liturgische Tradition gibt, auf einen ausdrücklichen Wunsch Pauls VI. zurück. Das Consilium beriet auf der 11. Vollversammlung (8.–17. Oktober 1968) die Texte. Da die Herausgabe eines erneuerten gesamten Missale Romanum noch Zeit in Anspruch nahm, erschien zunächst ein Sonderband; er enthielt die Institutio Generalis Missalis Romani, den Ordo missae, die Präfationen und die vier Hochgebete. Papst Paul VI. veröffentlichte dieses Missale mit der auf den Gründonnerstag 1969, den 3. April datierten Apostolischen Konstitution Missale Romanum und setzte damit zum 30. November 1969, dem 1. Adventssonntag, die Reformen in Kraft. Das vollständige Missale Romanum erschien am 17. Mai 1970 und erlebte 1975 eine zweite Auflage (Editio typica altera) mit einigen Änderungen.
Die Aufgabe der Arbeitsgruppe 11, die Reorganisation der Lesungen in der Messe und die Erarbeitung eines Messlektionars, war nach Einschätzung von Sekretär Bugnini „eine der schwierigsten Aufgaben der ganzen Reform“. Das Konzil hatte eine mannigfaltigere und passendere Ausgestaltung der Schriftlesungen gefordert (SC 35,1), und die Einführung der Volkssprache rief den Wunsch nach größerer Abwechslung hervor, namentlich an den Werktagen mit sich wiederholenden Commune-Messen. Die Gruppe wurde geleitet von dem US-amerikanischen Benediktiner Godfrey Diekmann, ab Juni 1965 von dem Italiener Cipriano Vagaggini OSB. Mitglieder aus Deutschland waren Heinrich Kahlefeld, Heinrich Schürmann und Klemens Tilmann. Es waren große Textmengen zu prüfen und zu bearbeiten; 31 Bibelwissenschaftler wurden 1965 beauftragt, aus allen Büchern der Bibel für den liturgischen Gebrauch geeignete Perikopen herauszusuchen. Die Ergebnisse wurden von 100 Fachleuten der Bereiche Katechese und Seelsorge überprüft und kommentiert. Das Messlektionar (Ordo lectionum Missae) wurde von Papst Paul VI. wie der Ordo Missae in der Konstitution Missale Romanum am 3. April 1969 approbiert und mit dem Dekret der Gottesdienstkongration Ordinem lectionum scripturae sacrae in missa vom 25. Mai 1969 (Pfingstsonntag) veröffentlicht. Es handelte sich um ein 500-seitiges Werk im Großformat mit Teilen für die Sonn- und Feiertage, für die Wochentage, für die Gedenktage der Heiligen und für Messen bei besonderen Anlässen. Auch die Zwischengesänge waren überarbeitet worden und wurden mit herausgegeben.
Gesondert wurden von eigenen Arbeitsgruppen die Liturgie der Bischofsmesse und anderer bischöflicher Gottesdienste im Pontifikale sowie der Papstmesse und liturgische Anlässe wie Kardinalsernennungen, Synodeneröffnungen und große Kongresse bearbeitet und für eine Reform vorbereitet. Dabei wurden überholte Formen höfischer Etikette entfernt und dem neuen Verständnis des Bischofskollegiums Rechnung getragen; Grundlage war auch hier der erneuerte Ordo Missae.

### Reform des Stundengebets
Acht Coetūs arbeiteten zu den verschiedenen Aspekten einer Reform des Stundengebets (Liturgia Horarum). Die Arbeitsgruppe 9 unter Leitung des Franzosen Aimé-Georges Martimort hatte dabei vernetzende und koordinierende Funktion und bearbeitete die Gesamtstruktur. Neben den Ortsbischöfen wurden auch die Ordensgemeinschaften befragt und um Vorschläge und Wünsche gebeten. Das Konzil hatte in den Nrn. 88–94 der Liturgiekonstitution Vorgaben gemacht, die jetzt umgesetzt wurden. Die Zahl der Horen und der Psalmen in den einzelnen Horen wurden reduziert, und statt des Gebets aller Psalmen im Wochenzyklus wurde ein Vierwochenpsalter eingeführt; auf besonderen Wunsch von Papst Paul VI. wurden die Fluchpsalmen Ps 58 , Ps 83  und Ps 109  dabei ausgespart. Neben Psalmen wurden auch alt- und neutestamentliche Cantica aufgenommen. Der Ablauf der Horen und ihre Entsprechung zur Tageszeit wurde zum Teil geändert, aus der Matutin wurde eine meditative „Lesehore“ mit einem größeren Angebot an Lesungen aus der Bibel und den Werken der Kirchenväter. Um die Einbeziehung von Laien vor allem bei den Haupthoren Laudes und Vesper zu fördern, wurde das Stundengebet in der Volkssprache für Gebetszeiten mit der Gemeinde zugelassen und nach längerem Zögern des Papstes auch für andere Gebetszeiten in Ordensgemeinschaften, die es wünschten, und für das Breviergebet der Kleriker.
Das Consilium hatte seine Vorarbeit zur Reform des Stundengebets im April 1968 abgeschlossen, und nach Vorbereitung der Drucklegung promulgierte Papst Paul VI. das erneuerte Stundengebet mit der Apostolischen Konstitution Laudis canticum am 1. November 1970, das Stundenbuch wurde im Februar 1971 veröffentlicht.

### Sakramente und Segnungen
Die Vorbereitung der Reform des Rituale Romanum war Aufgabe von Arbeitsgruppe 22 (Sakramente unter Leitung von Balthasar Fischer) und Arbeitsgruppe 23 (Sakramentalien; Leitung: Pierre-Marie Gy OP). Bestimmte Sakramente und Weihen, deren Spendung dem Bischof vorbehalten ist, wurden von den Coetūs 20 und 21 bearbeitet. Im Einzelnen ging es um die Zugangsvoraussetzungen, die Spender und Empfänger sowie die Riten der Taufe einerseits von Erwachsenen und andererseits von Kindern, der Firmung – diskutiert wurde vor allem das Firmalter –, des Bußsakramentes, der Krankensalbung und der Sterbesakramente, des Weihesakramentes und der Trauung. Bei der Liturgie um die Eucharistie waren die Formen des Kommunionempfanges in und außerhalb der heiligen Messe sowie die Verehrung der Eucharistie zu überprüfen und zu regeln. Am 15. August 1969 wurde der Ordo exsequiarum mit einer reichhaltigen Sammlung von Texten für die Trauerfeiern veröffentlicht. Vorarbeiten zum Ritus von Segnungen wurden nach Ende der Arbeit des Consiliums zunächst von einer Studiengruppe der Kongregation für die Sakramente und den Gottesdienst weitergeführt. In Hinblick auf ein erneuertes Rituale erschienen in den folgenden Jahrzehnten nach und nach mehrere Teilbände zu den verschiedenen sakramentalen Feiern.

### Kalenderreform
Der Coetus 1 (Relator: Annibale Bugnini, ab 1967 Pierre Jounel) befasste sich mit der Neuordnung des liturgischen Jahres und der Akzentuierung seiner Festkreise sowie mit einer Revision des Kalenders und einer Neugewichtung von Festen und Gedenktagen. Der Papst approbierte mit dem Motu proprio Mysterii paschalis vom 14. März 1969 die Grundordnung des Kirchenjahres und des neuen Römischen Generalkalenders. Mit der Arbeit des Coetus verknüpft war die Überarbeitung der Allerheiligenlitanei.